# Комуністичний університет імені Артема
Комуністи́чний університе́т ім. Артема (рос. Коммунистический университет им. Артёма) — навчальний заклад в Українській Соціалістичній Радянській Республіці, що готував кадри для партійних, профспілкових і радянських органів протягом 1922—1932 рр.

## Історія
Створений у Харкові 1 квітня 1922 р. на базі реорганізованої Вищої партійної школи ЦК КП(б)У в складі двох відділів:
- основного;
- лекторського.

Згодом були відкриті ще два:
- журналістський;
- підготовчий.

Названо на честь Ф. А. Сергєєва, відомого під псевдонімом Артем. Знаходився у будівлі теперішнього Харківського національного технічного університету сільського господарства ім. Петра Василенка (сучасна адреса — вул. Алчевських, 44).
Протягом 1924—1927 рр. ректором університету був Олександр Григорович Шліхтер.
Термін навчання становив 3 роки.
Важливою умовою прийому на навчання була наявність стажу практичної роботи на виробництві, у партійному чи радянському апараті, а також перебування в партії, зокрема, за умовами прийому 1922 року необхідно було мати один рік стажу, а уже 1926 року — не менше 5 років.
При університеті діяли річні курси для керівних працівників.
6 квітня 1927 р. на базі щоденної стінної преси було засновано газету «Артемівець» як орган бюро партколективу, профкому та Правління університету. Вона виходила двічі на місяць накладом 500 примірників.
З 1928 р. університет видавав журнал «Заочний комуністичний університет».
Серед навчальних дисциплін університету були:
- історія революційних рухів в Росії, Україні, Галичині й Польщі, країнах Заходу;
- історія суспільно-економічних формацій;
- радянське будівництво;
- політика комуністичної партії в галузі економіки;
- історія партії й національне питання;
- історія профспілкового руху;
- історичний матеріалізм, основи марксизму-ленінізму.

7 жовтня 1932 р. університет був реорганізований у Вищу комуністичну сільськогосподарську школу.